# Vitali Massol
Vitali Andríiovitx Massol (ucraïnès: Віта́лій Андрі́йович Масо́л) (Olyshivka, 14 de novembre de 2018 - Kíev, 21 de setembre de 2018) fou un polític ucraïnès. Fou primer ministre de la República Socialista Soviètica d'Ucraïna del 1987 al 1990, fins que fou substituït per Vitold Fokin. Novament, fou nomenat Primer Ministre d'Ucraïna el 16 de juny de 1994. Va dimitir l'1 de març de 1995 i es retirà de la política.